# Риомуртас
Риомуртас (итал. Riomurtas) је насеље у Италији у округу Карбонија-Иглесијас, региону Сардинија.
Према процени из 2011. у насељу је живело 696 становника. Насеље се налази на надморској висини од 135 м.